# 罗朝阳 (1955年)
罗朝阳（1955年10月—），男，汉族，四川洪雅人，中华人民共和国政治人物，曾任青海省政协副主席。

## 生平
罗朝阳1975年2月参加工作，在中共青海省果洛州委办公室任通信员。1976年11月，他进入西安矿业学院学习煤田地质及勘探专业，成为一名工农兵大学生，1979年7月毕业。1979年8月，罗朝阳进入青海煤田地质132队工作，先后担任鉴定员、教员。1982年3月至1983年1月，他到四川财经学院工经系脱产学习。学习结束后，他回到煤田地质132队，升任副科长，之后再升为科长。
1989年8月，罗朝阳调入青海省计划委员会工业交通处，担任主任科员。1992年7月，他升任副处长。1992年10月，他离开省计委，到青海省格尔木市昆仑经济开发区管委会经济发展局担任局长。1994年12月，他返回省计委工业交通处任副处长。1995年9月，他加入中国共产党。1995年10月，他升为处长。1998年11月，他升为青海省计划委员会副主任。2000年4月，青海省计划委员会改名青海省发展计划委员会，罗朝阳继续担任副主任。2001年5月，他升为主任。2004年3月，青海省发展计划委员会改名青海省发展和改革委员会，罗朝阳继续担任主任。
2007年1月，他被任命为中共海西州委书记。2008年1月起，他兼任青海省政协副主席。他在2010年11月起兼任青海省柴达木循环经济试验区党工委书记。2011年6月，他不再担任中共海西州委书记、青海省柴达木循环经济试验区党工委书记，继续担任青海省政协副主席至2018年1月。